# Абдул Рахман
Тунку Абдул Рахман Путра аль-Хадж ібн Султан Алмарум Абдул Хамід Халім-шах (малай. Tunku Abdul Rahman Putra Al-Haj ibni Almarhum Sultan Abdul Hamid Halim Shah; 8 лютого 1903, Алор-Сетар, султанат Кедах — 6 грудня 1990, Куала-Лумпур) — перший прем'єр-міністр незалежної Малайської Федерації, з 1963 року — Малайзії, принц (путра).

## Біографія
Брат султана Кедаха (Північна Малайя). У 1920–1931 роках навчався у Кембриджському університеті. Під час японської окупації Малайї (грудень 1941 — 1945 року) — в адміністрації султанату в Кедах.
У 1951 році очолив Об'єднану малайську національну організацію (ОМНО) — політичну силу, що представляла малайську громаду країни. У 1955 році, після об'єднання трьох національних партій (ОМНО, Китайської асоціації Малайї і Індійського конгресу Малайї) у Союзну партію Малайї, став її головою. Після перемоги Союзної партії на парламентських виборах 1955 — головний міністр і міністр внутрішніх справ Малайської Федерації.

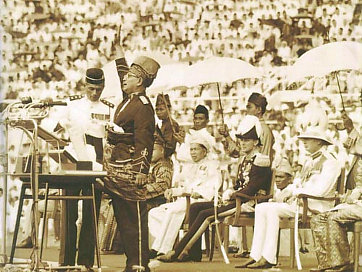
1957 рік. Тунку Абдул Рахман оголошує про незалежність Малайзії

У січні 1956 року очолював делегацію на переговорах з британським урядом у Лондоні про невідкладне надання Малайї внутрішнього самоврядування, а надалі — незалежності. Після проголошення незалежності 31 серпня 1957 залишився на чолі уряду, обійнявши посади прем'єр-міністра і міністра закордонних справ Малайської Федерації (з 1963 — Малайзії).
У 1961 році висунув план об'єднання Малайській Федерації і колоній Великої Британії Сінгапуру, Сабаху, Сараваку і Брунею у Федерацію Малайзія. 16 вересня 1963 об'єднання відбулося (без Брунею; Сингапур вийшов зі складу 9 серпня 1965 року). У 1967 році Малайзія стала одним із засновників Асоціації країн Південно-Східної Азії (АСЕАН).
У середині 1960-х років у країні посилилися міжгромадські протиріччя (особливо з прийняттям у 1967 році закону про мову, який визначив як офіційну малайську мову), які призвели у 1969 році до міжетнічних зіткнень і введення надзвичайного стану. Влада фактично перейшла від уряду до Національної оперативної ради на чолі із заступником прем'єр-міністра Абдул Разаком, який у 1970 році і обійняв посаду прем'єр-міністра.
У 1969–1973 роках обіймав посаду генерального секретаря Організації «Ісламська конференція».

## Пам'ять про Абдул Рахмана
Абдула Рахмана шанують в Малайзії як «батька незалежності». Його резиденція у Куала-Лумпурі перетворена у меморіал. Його ім'ям названі:
- Національний парк Тунку Абдул Рахман;
- Путраджая (Putrajaya: putra — «принц», jaya — «славний») — новий адміністративний центр Малайзії (заснований у 1995 році);
- Стипендія для трьох докторантів у Коледжі Катаріни Кембриджського університету (заснована у 2003 році);
- Tunku Abdul Rahman — перший підводний човен, закуплений Малайзією у Франції у 2009 році.

Абдул Рахман був зображений на поштових марках:
- 1991 року — поштова марка в серії «Прем'єр-міністри Малайзії»;
- 2003 — марка, випущена до 100-річчя з дня народження Абдул Рахмана.

Портрет Абдул Рахмана зображувався і його продовжують зображувати на всіх банкнотах Малайзії.